# Slot Reinbek

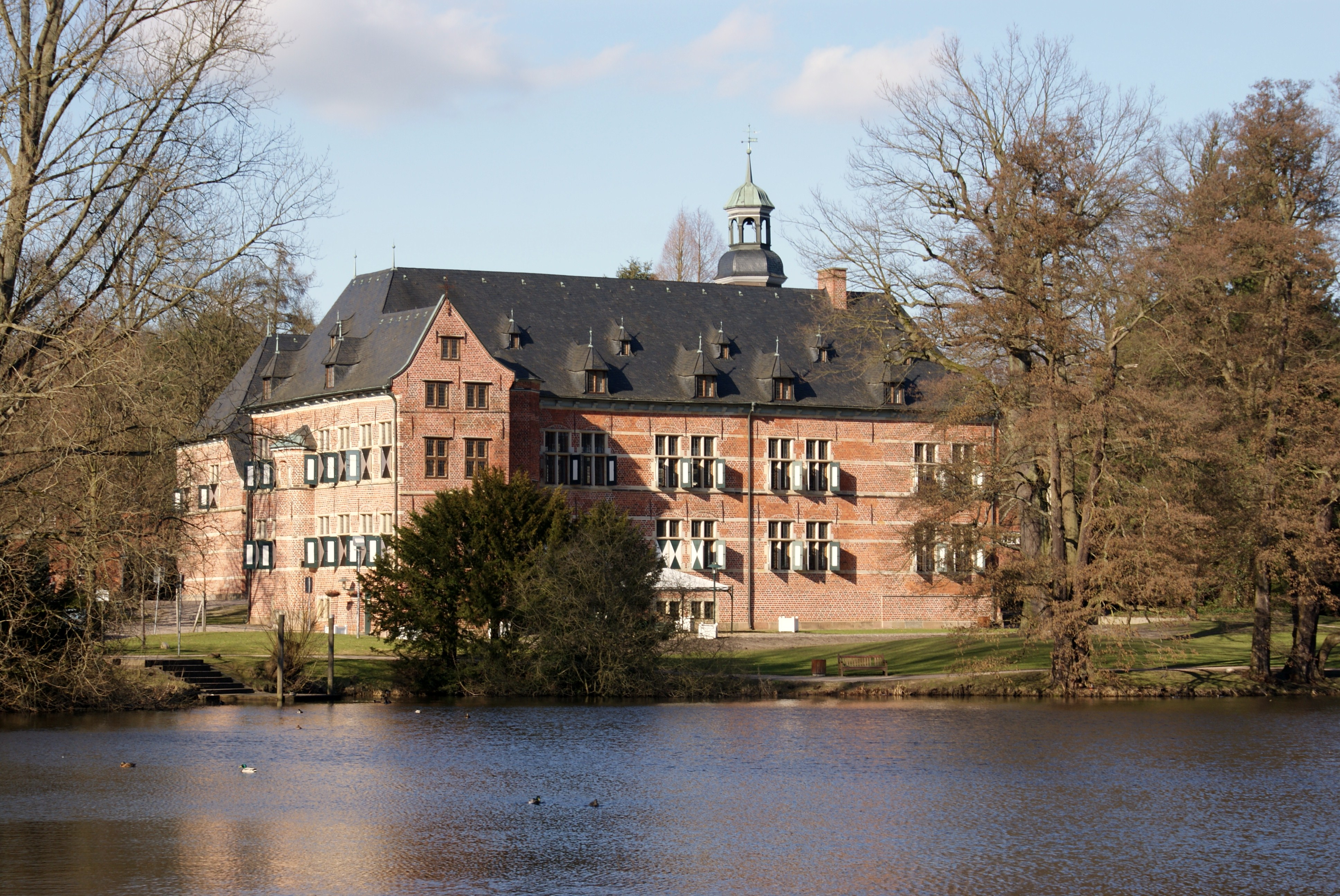
Blik op de zuidvleugel

Het Slot Reinbek (Duits: Schloss Reinbek) is een bouwwerk in het zuiden van de Duitse deelstaat Sleeswijk-Holstein, even ten oosten van de stad Hamburg. Het werd in de 16e eeuw gebouwd in de renaissancestijl,  als een van de bijgebouwen van het huis Sleeswijk-Holstein-Gottorp. Het is hiermee een van de vroegste bouwwerken uit de regering van de Deense hertog Adolf van Sleeswijk-Holstein-Gottorp. Het slot onderging restauraties in de 19e eeuw en tussen 1977 en 1987, en is tegenwoordig in gebruik als kunst- en cultuurcentrum van de stad Reinbek.